# Ambasada Turkmenistanu w Berlinie
Ambasada Turkmenistanu w Berlinie – misja dyplomatyczna Republiki Turkmenistanu w Republice Federalnej Niemiec.
Ambasador Republiki Turkmenistanu w Berlinie oprócz Republiki Federalnej Niemiec akredytowany jest również w Rzeczypospolitej Polskiej.